# Anomaloglossus
Anomaloglossus es un género de anfibios anuros neotropicales de la familia Aromobatidae. El género se distribuye desde Panamá por la vertiente pacífica de los Andes de Colombia y Ecuador, por las Guayanas y Venezuela, y en la mata atlántica brasileña.

## Especies
Se reconocen las siguientes 32 especies:
- Anomaloglossus apiau Fouquet, Souza, Nunes, Kok, Curcio, Carvalho, Grant & Rodrigues, 2015
- Anomaloglossus ayarzaguenai (La Marca, 1997)
- Anomaloglossus baeobatrachus (Boistel & Massary, 1999)
- Anomaloglossus beebei (Noble, 1923)
- Anomaloglossus blanci Fouquet, Vacher, Courtois, Villette, Reizine, Gaucher, Jairam, Ouboter & Kok, 2018
- Anomaloglossus breweri (Barrio-Amorós, 2006)
- Anomaloglossus degranvillei (Lescure, 1975)
- Anomaloglossus dewynteri Fouquet, Vacher, Courtois, Villette, Reizine, Gaucher, Jairam, Ouboter & Kok, 2018
- Anomaloglossus guanayensis (La Marca, 1997)
- Anomaloglossus kaiei (Kok, Sambhu, Roopsind, Lenglet & Bourne, 2006)
- Anomaloglossus leopardus Ouboter & Jairam, 2012
- Anomaloglossus meansi Kok, Nicolaï, Lathrop & MacCulloch, 2018
- Anomaloglossus megacephalus Kok, MacCulloch, Lathrop, Willaert & Bossuyt, 2010
- Anomaloglossus mitaraka Fouquet, Vacher, Courtois, Deschamps, Ouboter, Jairam, Gaucher, Dubois & Kok, 2019
- Anomaloglossus moffetti Barrio-Amorós & Brewer-Carias, 2008
- Anomaloglossus murisipanensis (La Marca, 1997)
- Anomaloglossus parimae (La Marca, 1997)
- Anomaloglossus parkerae (Meinhardt & Parmalee, 1996)
- Anomaloglossus praderioi (La Marca, 1997)
- Anomaloglossus roraima (La Marca, 1997)
- Anomaloglossus rufulus (Gorzula, 1990)
- Anomaloglossus saramaka Fouquet, Jairam, Ouboter & Kok, 2020
- Anomaloglossus shrevei (Rivero, 1961)
- Anomaloglossus stepheni (Martins, 1989)
- Anomaloglossus surinamensis Ouboter & Jairam, 2012
- Anomaloglossus tamacuarensis (Myers & Donnelly, 1997)
- Anomaloglossus tepequemFouquet, Souza, Nunes, Kok, Curcio, Carvalho, Grant & Rodrigues, 2015
- Anomaloglossus tepuyensis (La Marca, 1997)
- Anomaloglossus triunfo (Barrio-Amorós, Fuentes-Ramos & Rivas-Fuenmayor, 2004)
- Anomaloglossus vacheri Fouquet, Jairam, Ouboter & Kok, 2020
- Anomaloglossus verbeeksnyderorum Barrio-Amorós, Santos & Jovanovic, 2010
- Anomaloglossus wothuja (Barrio-Amorós, Fuentes-Ramos & Rivas-Fuenmayor, 2004)

## Publicación original
- Grant, Frost, Caldwell, Gagliardo, Haddad, Kok, Means, Noonan, Schargel, & Wheeler, 2006 : Phylogenetic systematics of dart-poison frogs and their relatives (Amphibia: Athesphatanura: Dendrobatidae). Archivado el 13 de abril de 2013 en Wayback Machine. Bulletin of the American Museum of Natural History, n. 299, p.1-262.